# Escuelas de cirugía plástica argentinas
Las Escuelas de cirugía plástica argentinas se iniciaron a mediados del siglo XX y se constituyeron en hospitales que contaban con servicios de la especialidad y con cierta infraestructura. 
Sin embargo, la enseñanza formal y sistematizada se demoró un cuarto de siglo más, al crear un grupo de cirujanos plásticos, en la década del ’70, la primera escuela de postgrado oficial, generando un importante impulso a la especialidad en el país. 

## Objetivos
El objetivo es transmitir conocimientos y experiencia a médicos cirujanos, a lo largo de tres años de duración, rotando por diferentes hospitales de la mayor jerarquía en cada una de las sub-especialidades de cirugía plástica, con el fin de formar y capacitar a los jóvenes médicos. 
Esto se lograba gracias a una planificación integral de la enseñanza teórica y práctica, contando con el respaldo de docentes cirujanos que dominaban temas específicos de la especialidad.

## Historia

### Primera escuela de cirugía plástica
En la Argentina, en  1974, se crea la primera carrera de especialización en cirugía plástica en el país, en la Facultad de Medicina de la Universidad del Salvador (USAL), en la ciudad de Buenos Aires; dirigida por Héctor Marino hasta su retiro en 1990.
Los postulantes generalmente provenían de países latinoamericanos y de la Argentina. Debían acreditar trayectoria y experiencia en cirugía general o traumatología, tener conocimientos de idiomas (preferentemente el inglés) y  aprobar un examen de ingreso. El alumno luego de completar los tres años y habiendo rotado semestralmente por todas las sub-especialidades, lograba una formación integral en la especialidad. Así egresaba con el título de cirujano plástico, habilitándolo para ejercer la profesión.
El primer plantel docente estaba conformado por Fortunato Benaim en la unidad de quemados en el Instituto del Quemado; Néstor Maquieira en cirugía plástica de miembros y manos (inclusive microcirugía) en el Hospital Castex de San Martín; Flavio Sturla en cirugía maxilofacial en el Hospital Aráoz Alfaro de Lanús; Oscar Mallo en cirugía infantil en el Hospital de Niños Dr. Ricardo Gutiérrez; Enrique Gandolfo en cirugía plástica oncológica en el Hospital Municipal de Oncología Marie Curie y Raúl Fernández Humble en cirugía estética en el Hospital Pirovano.

### La segunda Escuela de cirugía plástica
En 1977, en la ciudad de Buenos Aires, Néstor Maquieira crea el Curso Superior de Especialización en Cirugía Plástica, constituyendo la segunda institución formadora de cirujanos plásticos en la Argentina. 
Esta Escuela se fundó a imagen y semejanza de la carrera existente en la Universidad del Salvador: tuvo  los mismos docentes y Servicios y la misma dinámica pedagógica. Su principal diferencia era que esta Escuela era gratuita. Por otra parte, dependía de la Sociedad Argentina de Cirugía Plástica (SACPER) y de la Asociación Médica Argentina (AMA). 

### Otras Escuelas de cirugía plástica
En 1990, la Facultad de Medicina de la Universidad de Buenos Aires (UBA) inicia la tercera carrera de especialización en cirugía plástica. En 1992, la Universidad Católica Argentina (UCA) inicia la cuarta.